# 盛京五部
盛京五部，清朝的政治機構。清軍入關以後，自盛京遷都到北京。盛京仍保留陪都的地位，置官鎮守，又設戶曹、禮曹、刑曹、工曹隸屬之。順治十五年（1658年）設盛京禮部，次年（1659年）設戶部、工部，康熙三年（1664年）設刑部，三十年（1691年）設兵部，而由於北京仍負責盛京官員任免，故盛京並未設置吏部，其他盛京行政均由盛京五部直接管轄。
盛京五部最高職務僅為侍郎，並未如明朝南京六部設立尚書。自侍郎以下，各部所有官職皆由旗人擔任，品秩與京師相同。雍正年間曾有官員提出整併盛京五部，但五部到光緒年間才正式廢除。

## 各部職權
- 盛京戶部：掌盛京財賦。[3]
- 盛京刑部：掌盛京讞獄。邊外蒙古隸之。[4]
- 盛京兵部：掌盛京戎政。[5]
- 盛京禮部：掌盛京朝祭。[6]
- 盛京工部：掌盛京工政。[7]

### 引用
1. ↑  《盛京通志·卷十九》
2. ↑  李小雪《论盛京五部初设时在上层管理体制中的作用》
3. ↑  .   [2024-08-17]. （原始内容存档于2024-08-17）.
4. ↑  .   [2024-08-17]. （原始内容存档于2024-08-17）.
5. ↑  .   [2024-08-17]. （原始内容存档于2024-08-17）.
6. ↑  .   [2024-08-17]. （原始内容存档于2024-08-17）.